# Bothriomyrmex scissor
Bothriomyrmex scissor é uma espécie de inseto do gênero Bothriomyrmex, pertencente à família Formicidae.